# Roestkruinvireo
De roestkruinvireo (Hylophilus poicilotis) is een zangvogel uit de familie Vireonidae (Vireo's).

## Verspreiding en leefgebied
Deze soort komt voor in oostelijk Paraguay, noordoostelijk Argentinië en zuidoostelijk Brazilië.

## Status
De grootte van de populatie is niet gekwantificeerd maar de soort wordt omschreven als algemeen. Op de Rode lijst van de IUCN heeft deze soort de status niet bedreigd.